# 13009 Voloshchuk
13009 Voloshchuk là một tiểu hành tinh vành đai chính với chu kỳ quỹ đạo là 1526.7830833 ngày (4.18 năm).
Nó được phát hiện ngày 13 tháng 8 năm 1985.